# Pero Budak
Pero Budak (Trebinje, 21. lipnja 1917. – Zagreb, 4. prosinca 2008.), hrvatski kazališni i filmski glumac, dramatik, komediograf, romanopisac, pjesnik, dječji pisac i prvi ravnatelj kazališta „Gavella”. 

## Životopis
Rođen je u Trebinju, 21. lipnja 1917. godine. Osnovnu je školu polazio u Nikšiću, Lovincu i Zagrebu. U Zagrebu je apsolvirao medicinu 1946. godine.
U mladosti je počeo nastupati u amaterskim predstavama te je usporedno sa studijem medicine završio i Glumačku školu. Godine 1940. postao je član dramskog ansambla HNK u Zagrebu. Za vrijeme Drugog svjetskog rata bio je sudionik NOB-a. Poslije rata sudjelovao je u radu zagrebačkih kazališnih družina, a 1949./50. u Kerempuhovu vedrom kazalištu.
Godine 1953. postavljen je za ravnatelja Zagrebačkog dramskog kazališta (danas Dramsko kazalište »Gavella«), koje vodi do 1970. godine. Zatim postaje ravnatelj Nakladnog zavoda Matice hrvatske. Nakon toga bio je ravnatelj teatra Scena revolucije.
U tri je navrata bio predsjednik i potpredsjednik Društva književnika Hrvatske te osnivač i predsjednik Zajednice umjetnika Hrvatske i Saveza dramskih autora Jugoslavije.

## Karijera
Glumio je u HNK-u u Zagrebu od 1940. do 1950. godine. Glumio je mlade, ljubavničke, ali i komične likove.
Glumio je i na filmu (Lisinski) Oktavijana Miletića i Opsada Branka Marjanovića), potom je godinu dana bio redatelj u Kerempuhovu vedrom kazalištu (1949. – 1950.), tri godine redatelj u kazalištu Komedija (do 1953.).

## Nepotpun popis djela
Drame i komedije
- Mećava (1952.)
- Mećava : i druge drame (1970.)
- Dlanom o dlan (1965.)
- Svjetionik (1958.)
- Žedan izvor (1968.)
- Klupko (komedija, 1955.)
- Na trnu i kamenu (komedija, 1959.)
- Tišina! Snimamo! (komedija, 1961.)
- Nakot Balabana (drama, 1981.)
- Teštamenat

Romani
- Atelje
- Karanova sofa, 1990.
- Mirisnica
- Nailaze vode (roman, 1996.)
- Uzvitlane strasti
- Kobna mržnja
- I norija i meštrija
- Dokumentarac

## Počasti
- Gavellina nagrada (1971.)
- Sterijina nagrada (1971.)
- Prvomajske nagrade UDUH-a (1986.)[1]

### Članci
- Hećimović, Branko. 1989. Budak, Pero. Hrvatski biografski leksikon. Zagreb.  journal zahtijeva |journal= (pomoć)

## Vanjske poveznice
- Pero Budak u internetskoj bazi filmova IMDb-u (engl.)